# ميرجيسا

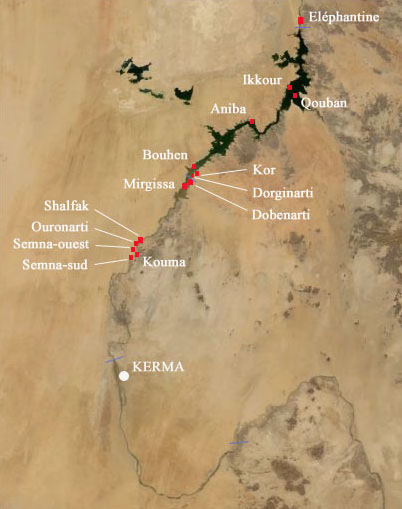
مواقع الحصون المصرية في النوبة من بينها حصن ميرجيسا

كانت ميرجيسا (في الأصل إيكن) مستوطنة مصرية قديمة في النوبة. تقع في الشلال الثاني، شمال السودان. وهي تحتوي على واحدة من أكبر الحصون المصرية القديمة في النوبة. في زمن الملك المصري تحتمس الثاني، كان يسكن المنطقة 250 إلى 450 شخصًا. تم استكشاف الموقع لأول مرة من قبل الجيولوجي الإنجليزي السير هنري جورج ليون في عام 1892، وحفره عالم المصريات الفرنسي جان فيركوتير من عام 1962 إلى عام 1969. بالإضافة إلى الحصن، كشفت الحفريات عن بقايا مدينتين، تم تحصين إحداهما، سور شمالي، مقبرتان، قارب منزلق، وميناء. تسبب بناء السد العالي بأسوان في اختفاء مرجيسا التي تقع الآن تحت مياه بحيرة ناصر.

## جغرافية
اضطر المسافرون من الشمال الذين وصلوا إلى أبو صير إلى مغادرة قواربهم والالتفاف حول الشلال الثاني من أجل الوصول إلى ميرجيسا. كانت تقع على بعد 300 قدم (91 مترًا) من الميناء، حيث يمكن للقوارب القادمة من الجنوب أن ترسو في المياه الهادئة، ومنحدرات المياه البيضاء تمنعهم من مواصلة رحلتهم شمالًا. سمح موقعها الجغرافي النبيل للحراس بمراقبة تحركات القوات لأميال حولها.

## تاريخ

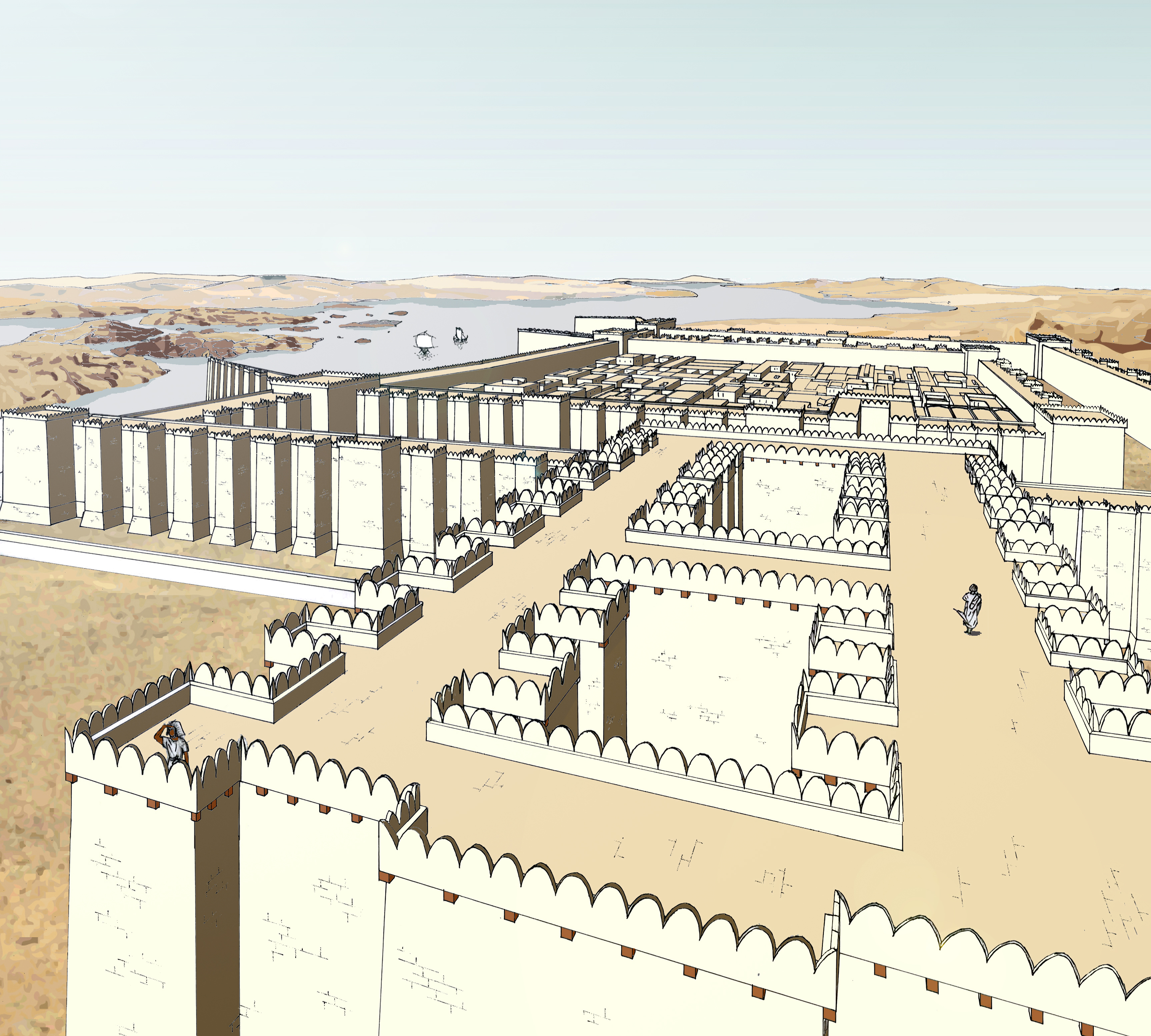
إعادة بناء منظور ميرجيسا

حتى قبل الحصن العظيم، كانت توجد بلدة مفتوحة في ميرجيسا. ومضت لتصبح مركزًا حدوديًا ومركزًا تجاريًا؛ كما أنها كانت بمثابة نقطة تحكم في النهر عند الشلال الثاني. يعود تاريخ استيطان المنطقة إلى 7500 قبل الميلاد كما يتضح من الأدلة التي تم الحصول عليها في أخا، وهو موقع ميزوليتي مهم يقع على بعد بضع مئات الأمتار شرق الحصن العظيم. تم العثور على أدوات حجرية كبيرة يعود تاريخها إلى 3500 قبل الميلاد في عدة أماكن من السهل. إنهم يبرهنون على أن ميرجيسا كانت مستوطنة في العصر الحجري الحديث. لكن الاستيطان كان في ذروته خلال عصر المملكة المصرية الوسطى والفترة الانتقالية الثانية لمصر القديمة ، وبدرجة أقل خلال عصر الإمبراطورية المصرية.

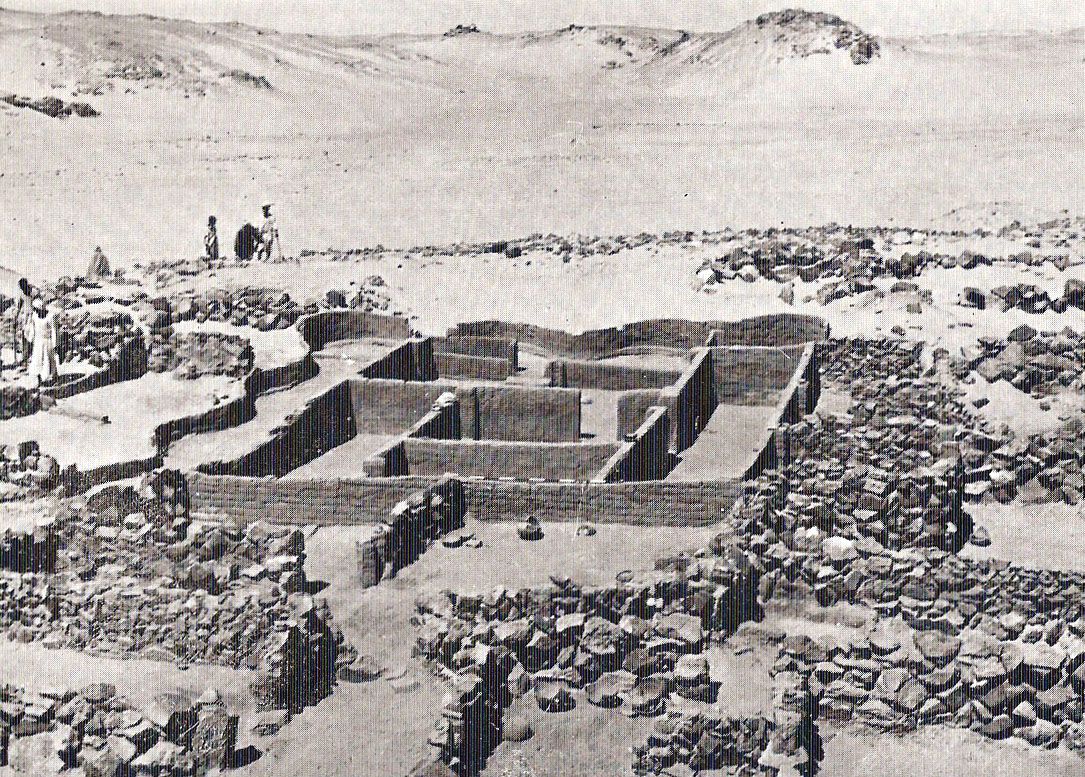
منزل محاط بجدار مموج.

بينما من المحتمل أن يكون الملك المصري سنوسرت الأول قد أنشأ موقع التحصين داخل السياج الشمالي، فإن الحصن العظيم كان في الأساس من عمل سنوسرت الثالث. تم اكتشاف لوحة ترجع إلى العام الثامن من عهد سنوسرت الثالث بالقرب من حصن سمنة. يؤكد نقشها على الأهمية الاقتصادية لميرجيسا. نص ترجمتها:
| ميرجيسا | الحد الجنوبي الذي تم إنشاؤه في العام 8 في عهد ملك مصر العليا والسفلى خع كاو رع (فليعش إلى الأبد) من أجل منع عبوره من قبل نوبي يسافر شمالًا براً أو في قارب نقل (من نوع كاي) بالإضافة إلى أي ماشية تخص النوبيين، باستثناء النوبي الذي سيأتي للمرور عبر ميرجيسا أو في سفارة، أو في أي مسألة قد يتم التعامل معها بشكل قانوني؛ ولكن يُحظر على أي قارب من نوع كاي من جهة النوبيين أن يمر شمالاً إلى ما بعد سمنة إلى الأبد. | ميرجيسا |

خلال الأسرة الثانية عشر، كانت بمثابة مركز جمركي للرحلات المتجهة شمالًا إلى مصر. وتعود فترات الاستيطان الأكثر كثافة إلى الأسرة الثالثة عشرة ثم عصر الهكسوس، كما يتضح من العدد الكبير للخنافس الموجودة في المبنى. ثم أعيد استيطان الحصن العظيم خلال الأسرة الثامنة عشرة، تلاها تدهور حاد حتى الأسرة العشرين. احتل الموقع بشكل متقطع في الوقت المروي، وكان التخلي عن الموقع نهائيًا خلال العصر المسيحي المبكر.
مدينة
سبقت مدينة ميرجيسا المفتوحة تحصينها. تقع على بعد كيلومتر واحد (0.62 ميل) شمال شرق الحصن العظيم، وامتدت على مساحة 75000 متر مربع (810.000 قدم مربع). في تطورها المبكر، كانت المدينة محمية بسور حجري بسمك متر واحد (3 قدم 3 بوصات)، على الرغم من أن المنطقة السكنية انتشرت فيما بعد خارج القسم المسور. وفقًا للعديد من القطع الأثرية المكتشفة في الموقع، مثل الجرار وحجر الرحى وقوالب الخبز وأكواب البيرة والأطباق، يبدو أن المدينة كانت مستوطنة من قبل السكان المصريين فقط خلال المملكة المصرية الوسطى والفترة الانتقالية الثانية. من بين المنزلين الأقدمين اللذين تم حفرهما، كان الأول محاطًا بجدار مستطيل من الطوب المموج، بينما كان الثاني، وهو كوخ حجري، مستطيل الشكل بشكل أساسي.
مقابر
أقامت المقابر المتعددة في ميرجيسا مستوطنة مستمرة هنا من أواخر الدولة الوسطى عبر الإمبراطورية المصرية:
M-Fe، أواخر الفترة الانتقالية الثانية
M-III، ثقافة كرمة، الفترة الانتقالية الثانية
MX، أواخر المملكة المصرية الوسطى - الفترة الوسيطة الثانية
MX-TC، أواخر الأسرة الثانية عشرة - أوائل الأسرة الثالثة عشرة
MX-TD، النصف الأول من الأسرة الثامنة عشر

## حصن

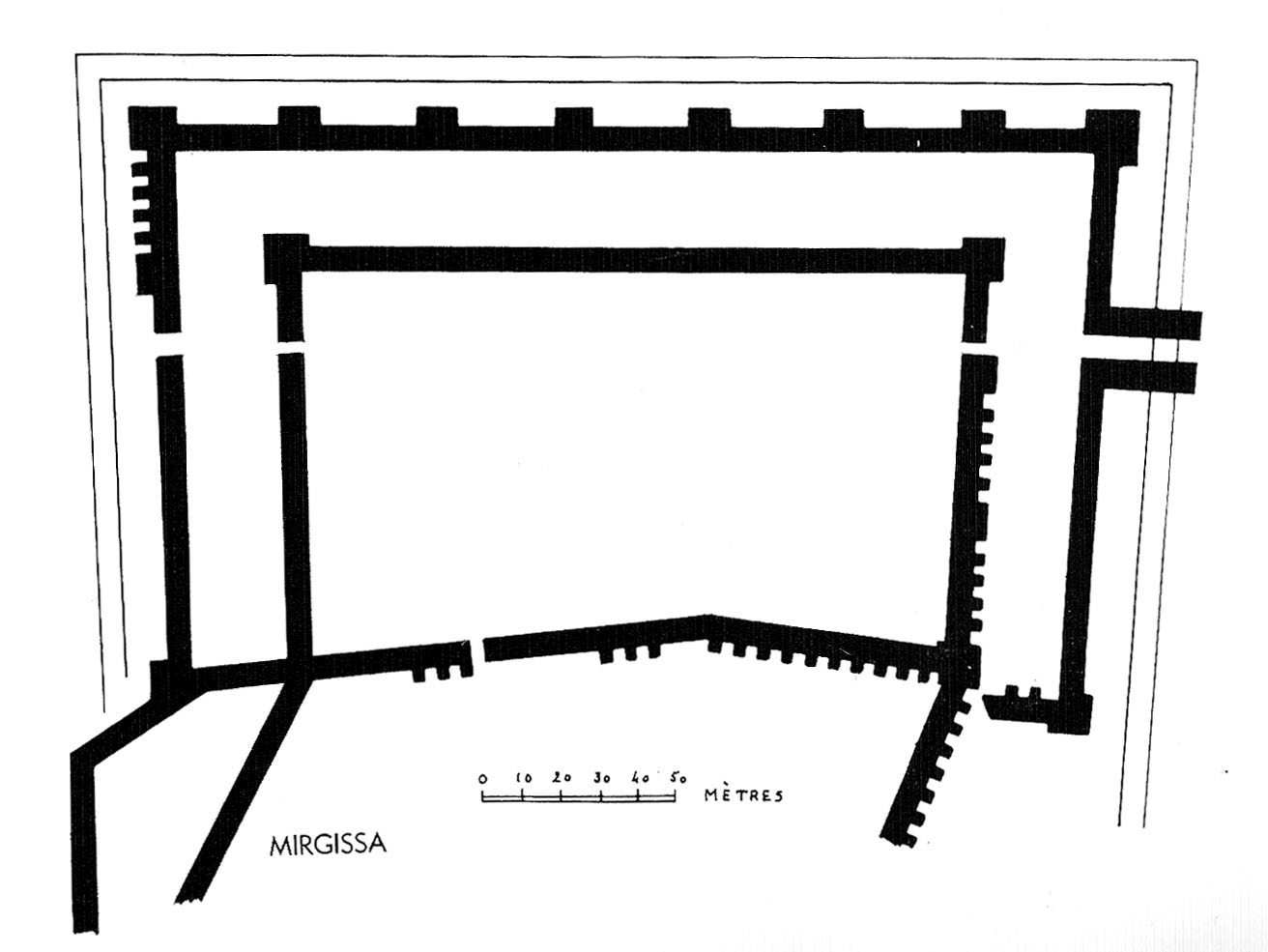
تصميم حصن ميرجيسا

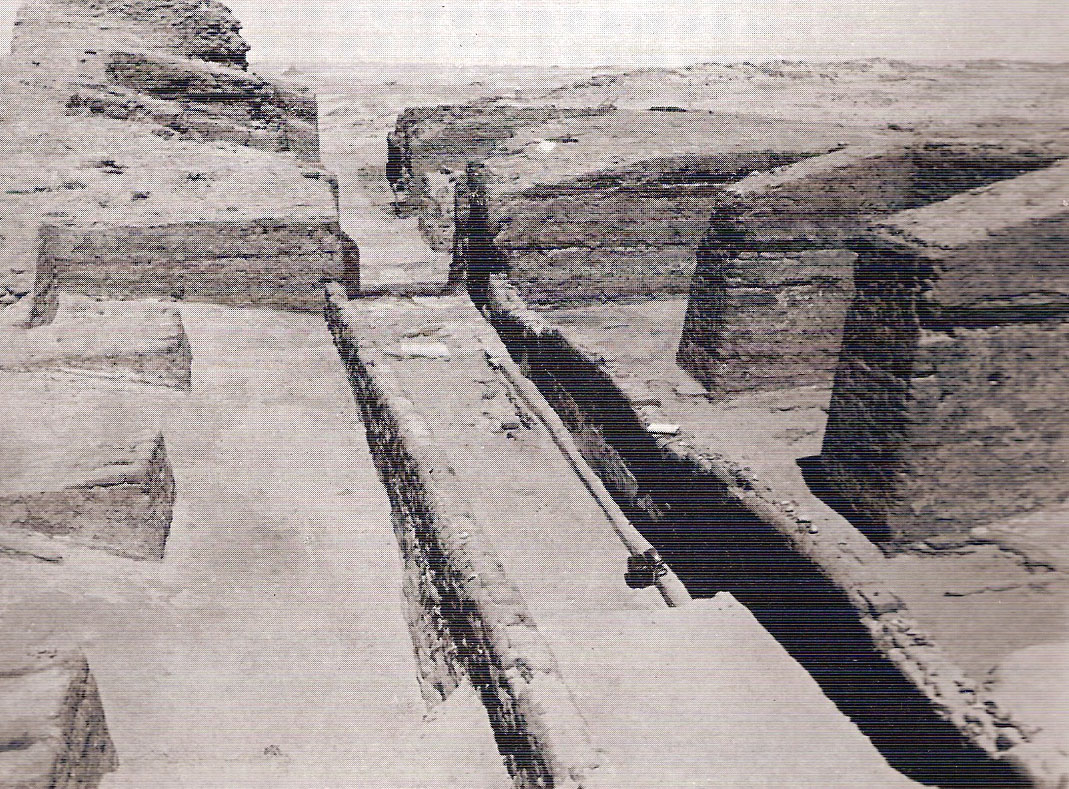
ممر ضيق من البوابة الشمالية للحصن العظيم.

سيطر الحصن الكبير على الوادي الغربي. تم بناؤه من قبل ملوك المملكة المصرية الوسطى للدفاع عن حدودهم الجنوبية والسيطرة على طرق التجارة التي تمر عبر النيل من السودان وأفريقيا. من وجهة نظر إستراتيجية وتجارية، كان لميرجيسا أهمية لأنها ضمنت التبادلات الاقتصادية بين مملكة كوش ومصر. جنبا إلى جنب مع دابينارتي، الواقعة على جزيرة صخرية تبلغ مساحتها 2.5 كيلومتر مربع (0.97 ميل مربع) ، شكلت القلاعتان حاجزًا لمنع الغزوات من الجنوب. أثناء عمليات التنقيب، لم يتبق سوى الأساس لحصن
دابينارتي الأصغر، الذي يعود تاريخه إلى الأسرة الثانية عشرة ، وكان الغرض منه حماية المرفأ والرصيف الواقعين في الطرف الجنوبي من زلاجة القارب. تم التخلي عن الحصن العظيم في عهد نفر حتب الأول.

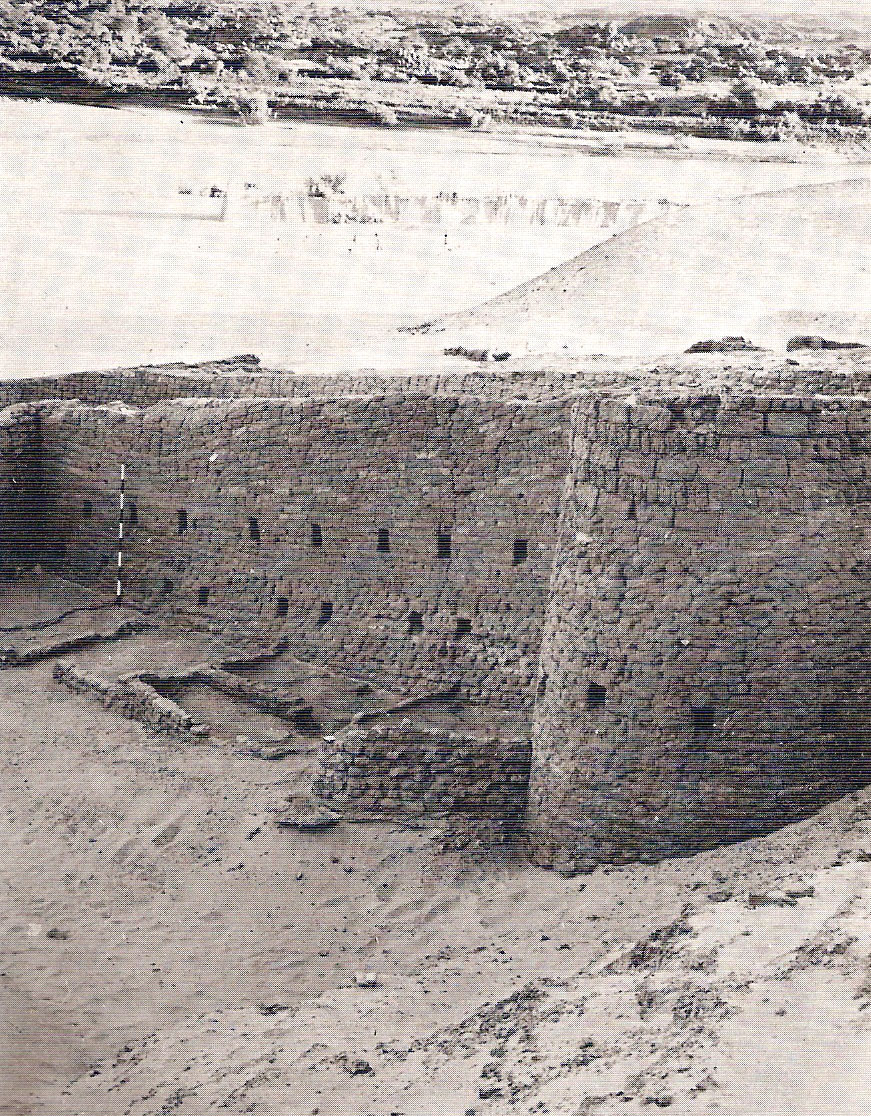
يعد سور وأبراج الحصن العظيم أمثلة على العمارة المصرية القديمة.

بينما تم بناء أحد عشر حصنًا في عهد سنوسرت الثالث في المنطقة الواقعة بين الشلالين الثاني والثالث، بما في ذلك الشلفاك، وأورونارتي، وأسكوت، وسمنة، وقمنة، وسمنة الجنوبية، كانت ميرجيسا أكبرها. غطت القلعة العظيمة أكثر من 40.000 متر مربع (430.000 قدم مربع). جدارها المزدوج مع حصون وأبراج مربعة الشكل بارتفاع 12 مترًا (39 قدمًا) يحمي المدينة. كانت الجدران أكثر من 6 أمتار (20 قدمًا) وارتفاعها أكثر من 10 أمتار (33 قدمًا). كلا المداخل كانت محمية بواسطة خندق. كان الجانب الجنوبي المواجه للنيل محميًا بجدار محصن يتناسب تمامًا مع القمم الصخرية التي يرتكز عليها. كانت هناك بوابتان هائلتان محاطتان بالشمال وبالقرب من الزاوية الجنوبية الشرقية للنهر. كان للبوابة الشمالية ممر ضيق، والوصول إليها مسدود ببابين خشبيين هائلين وباب منزلق. مكنت طائرات الفراش بزاوية من أعمال الطوب الشاقة. كشفت التنقيبات عن معبد صغير مخصص للإلهة حتحور وعن شاهدة تذكر هذه الإلهة على أنها سيدة إيكن. مكّن هذا الاكتشاف من التعرف الإيجابي على الحصن.

## ميناء ومزلاق قارب

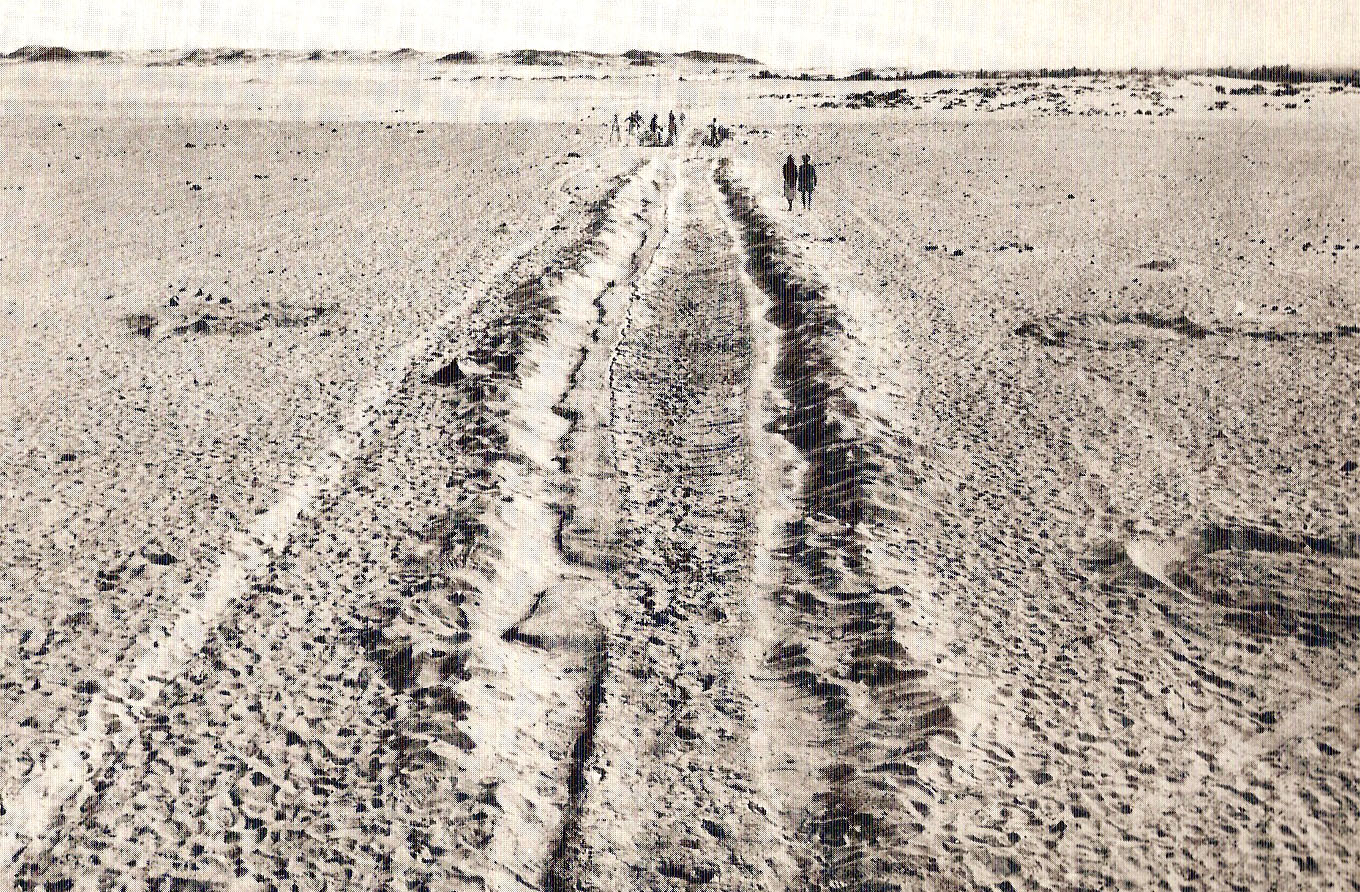
مزلاق القارب

خلال أعمال التنقيب، لم تظهر آثار تذكر للميناء، ربما بسبب فيضان استثنائي. ومع ذلك، حددت البعثة الفرنسية بقايا ممر قارب، يزيد طوله عن كيلومترين (1.2 ميل). امتدت إلى الميناء الطبيعي في الجنوب. كانت بمثابة مزلاق لسحب القوارب التي أرادت اجتياز الشلال الثاني. تتكون من عوارض خشبية متقاطعة متباعدة بشكل متساوٍ موضوعة في طبقات طينية منتشرة، وكانت منخفضة بما يكفي لتبليل الطين وجعله زلقًا للغاية، وبالتالي تقليل الاحتكاك بين بدن القارب والمسار.

## الاكتشافات الأثرية
اكتشفت بعثة جان فيركوتير في الصحراء المحيطة، غربًا وليس بعيدًا عن المدينة المفتوحة، قبرًا مليئًا بنحو 3500 قطعة من شظايا الفخار؛ تم نقش البعض. أدرجت نصوص الإعدام أسماء الدول الأجنبية وقادتها، والغرض منهم على ما يبدو هو شكل من أشكال السحر الطقسي المصمم لعنة أعداء مصر. من المحتمل جدًا أنه بمجرد كتابة النص على إناء، تحطم ودُفنت شظاياها في القبر. بالقرب من هذا المكان، تم اكتشاف ثلاثة تماثيل تعود إلى الأسرة الثانية عشرة، بالإضافة إلى ختم من نيبيراو الأول من الأسرة السادسة عشرة.